# 니진스키 II

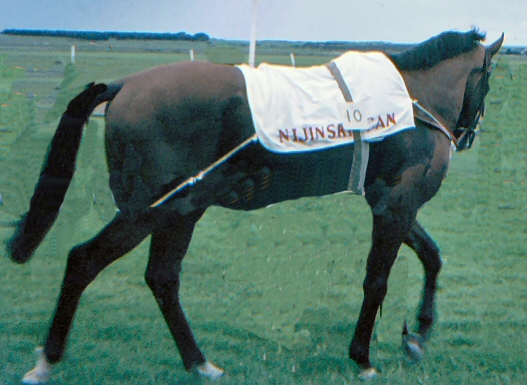
나진스키 II

니진스키 II(Nijinsky II)는 1967년 2월 21일, 캐나다 윈필드목장에서 금세기 최고의 명마이자 종모마로 알려진 부마 노던 댄서와 모마 플레밍 페이지 사이에서 태어났다. 마주 잉글리하드 씨는 러시아의 위대한 무용가 니진스키의 이름을 본 따 마명을 지었으나, 후일 종부 활동을 위해 미국에 왔을 때에는 기존 니진스키라는 마명이 사용되고 있는 관계로 로마 숫자 Ⅱ를 붙여 니진스키Ⅱ가 된 것이다. 세계 최고의 조교사 빈센트 오브 라이언이 그의 조교를 맡았고, 니진스키Ⅱ는 2세 때 영국 및 아일랜드에서 맹활약, 2세마 챔피언으로 선정된다. 3세에 접어들자, 니진스키Ⅱ는 뉴마켓경마장에서 열린 영국 2,000기니에 출전, 클래식 2관 경주의 제1탄을 우승으로 장식했다. 뒤이어 6월 3일, 총 11두가 참가한 더비, 니진스키Ⅱ는 직선주로에서 라이벌인 Gyr를 2½마신차로 제치면서 우승을 차지하였다. (이 때의 2분 34초 6이라는 경주 기록은 200년에 가까운 더비 역사상 두번 째로 빠른 우승 타임이었다.)
이제 3관경주의 마지막 관문인 세인트 레져, 돈카스터 경마장에서 개최된 2,800m 레이스에서도 니진스키Ⅱ는 당당히 우승을 차지함으로써 35년간의 공백을 깨고 금세기 최후의 3관마라는 명예를 차지하게 된다. (이때까지의 전적은 11전 11승, 후에 안타까운 2패를 추가한다.) 니진스키Ⅱ는 1970년 가을 미국 켄터키주의 클레이본목장으로 이동, 종모마로서의 활동을 시작하여 지금까지 총 740두의 자마를 생산했다. 이 중 140두가 스테이크스 경주 우승을 차지했는데, 이를 능가하는 기록을 보유한 마필은 유일하게 그의 부마 노던 댄서뿐이다. 또 140두의 스테이크스 우승마 중 90두는 G(Grade) 경주에서 우승하였고, 이 가운데 15두는 챔피언마로 선정되기도 했다. 또한 니진스키Ⅱ의 자마 시애틀 댄서는 1985년 1세마 경매에서 사상 최고가인 1,300만 달러(한화 100억 원)을 기록하기도 했다. 1세기가 훨씬 넘는 영국 3관 경주 역사 속에서 그간 배출된 3관마는 총 15두이고, 그 중 마지막 3관마로서 영광을 누리던 니진스키Ⅱ는 지난 4월 15일 클레이본목장에서 25세의 나이로 숨을 거두었다.